# Autoridad de Transporte Regional del Sur de la Florida
La Autoridad de Transporte Regional del Sur de la Florida (South Florida Regional Transportation Authority, SFRTA) es una agencia de transporte público de Florida. Tiene su sede en Pompano Beach. Gestiona servicios de trenes en los condados de Broward, Miami-Dade y Palm Beach. También gestiona autobuses en el Condado de Broward.